# تشيلونويات
التشيلونويات هو جنس من السلاحف البرية التي تقطن قارَّة أمريكا الجنوبية وأرخبيل جزر الغالاباغوس. كانت تُصنَّف السلاحف المُتضمَّنة في هذا الحنس سابقاً ضمن جنس السلاحف النموذجية، إلا أنَّ بعض الدراسات الوراثية الحديثة ارتأت أنَّهما مجموعتان مختلفتان عن بعضهما البعض، بل وإنَّ صلة التشيولونويات قريبةٌ من أجناسٍ أخرى كالسلاحف المفصلية التي تقطن أفريقيا هي أكثر قوَّةً من صلتها بالسلاحف النموذجية. انطلاقاً من ذلك، من المحتمل أن أسلاف هذه السلاحف قطعوا المحيط الأطلسي سباحةً من أفريقيا إلى أمريكا الجنوبية خلال عصر الأوليجوسين.
تمتاز سلاحف التشيلونويات التي تقطن أرخبيل الغالاباغوس بكونها من أضخم السلاحف البرية التي لا زالت موجودة على الأرض، وهي تُسمَّى سلاحف الغالاباغوس، وقد عاشت أقارب هذه السلاحف العملاقة في قارة أمريكا الجنوبية خلال عصر البلستوسين، إلا أنَّها انقرضت هناك فيما بعد، ولم تبقى حيَّة إلا على الجزر النائية.

## الأنواع
يُصنِّف علماء الأحياء خمسة أنواعٍ مختلفة من السلاحف حالياً ضمن جنس التشيلونويات، هي:
- سلحفاة الغالاباغوس.
- السلحفاة حمراء القدم.
- السلحفاة صفراء القدم.
- السلحفاة الأرجنتينية.
- سلحفاة تشاكو.